# Срібний ріг
Срібний Ріг або Хаунгооа (бл. 1861 — ?) був художником, що працював у стилі Мистецтва Леджера.

## Фон
Срібний Ріг народився прибл. 1861 до Агіаті (Збирання пір'я) і Са-Пуделя (Подорож під дощем) і був членом індіанського племені Кайова в Оклахомі . Його ім'я на острові Кайова, Хаунгооа, відноситься до сонячного світла, що відбивається від рогу буйвола, завдяки чому він блищить, як полірований білий метал. Він був відомим художником періоду ранньої резервації, який був одним із найшановніших і найталановитіших індіанців рівнин свого часу. Haungooah Silverhorn одружився з Hattie Tau-Goom (Жінка, що схиляє коліна), разом у них народилося 8 дітей. Найстаршого сина звали Біллі Боу «Джеймс» Сільверхорн, який був добре відомим людиною пейота. Були Мей Хаунгуа, Джордж «Датч» Сільверхорн, Макс Сільверхорн-старший, Іва Хаунгуа, Артур Сільверхорн, Сара Луїза Хаунгуа, Честер Сільверхорн.
Батьком Срібного Рогу був Агіаті або «Збирач пір'я», який був календарем . Агіаті був обраним мистецьким спадкоємцем свого дядька Дохасана, який був основним доглядачем календаря кайова протягом 19 століття.

## Художня робота

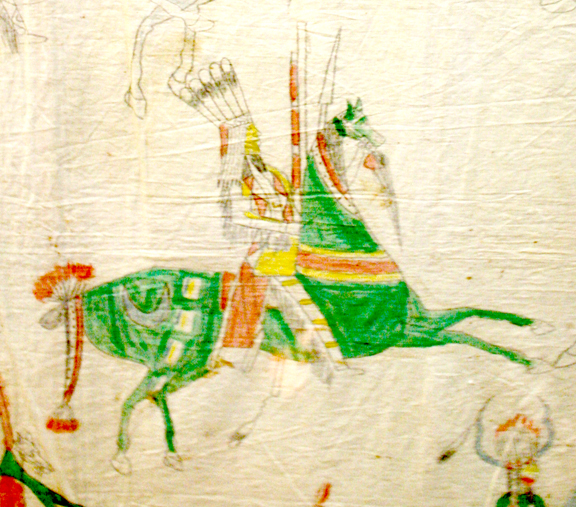
Фрагмент роспису на мусліні від Срібного Рогу, бл. 1880, Центр історії Оклахоми

Він здобув популярність завдяки своїм вмінням працювати з різними матеріалами та техніками, такими як графіт, кольорові олівці, перо з тушшю, а також акварель на шкірі, мусліні та папері. У період між 1870 і 1920 роками він створив понад тисячу ілюстрацій і художніх творів. Срібний Ріг розробив і створив чіткі візуальні образи культури Кайова, охоплюючи різноманітні теми — від традиційних зображень, війни та обчислення перемог до танців під сонцем, релігійних обрядів, пов'язаних з пейотом, і сцени повсякденного життя. Він був свідком глибоких змін, коли народ Кайова переходив від кочового способу життя, пов'язаного з полюванням на бізонів, до життя в резерваціях та примусової асиміляції в біле суспільство. Ці травматичні зміни знайшли своє відображення у його мистецтві.
Зображення, які створював Срібний Ріг, були візуальними виразами його бачень, представленими у вигляді абстрактних форм на щитах. Вони зображали події минулих років, які служили як записи в живописному календарі. Багато племен на рівнинах використовували мистецтво для ведення календаря, записуючи важливі події та ілюструючи історії. Срібний Ріг розробив складну систему календарів, що містила записи про події літа і зими кожного року. Більшість календарів мали прості малюнки, що допомагали календарникам запам'ятовувати назви кожного року. Його малюнки, що стосуються війни, зображали як стародавні події, так і нещодавні конфлікти. А його ілюстрації церемоній включали ритуали, що започаткувались у той час. Крім того, він створював образи, пов'язані з міфами та іншими усними традиціями, зокрема з надприродними фігурами.

## Спадщина

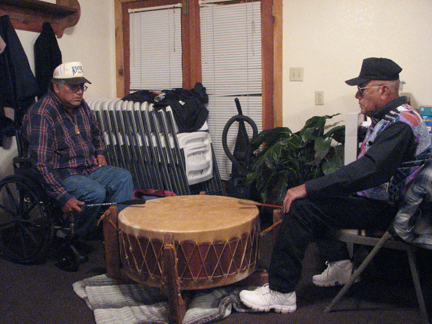
Мак Сільверхорн (Команч), онук Сільвер Хорна, грає на барабанах із другом у баптистській церкві Редстоуну

Роботи Срібного Рога все ще регулярно демонструються, і їх велика колекція зберігається в постійній колекції Музею Нью-Мексико (MNM). У 1995 році велика пересувна виставка, на якій були представлені роботи з MNM та приватної колекції його внучатої племінниці Джері А-бе-Хілл, відібрані Смітсонівським музеєм природної історії, подорожувала Сполученими Штатами. А-бе-Хілл була відомим експертом з індіанського одягу, і обидві її доньки, Тері Грівз і Кері Атаумбі, відомі своїми вишивками бісером і ювелірними виробами. Срібний Ріг навчив свого внучатого племінника Стівена Мопопа малювати на шкірі. Згодом Mopope став одним із Kiowa Six . Сьогодні багато членів його родини — художники. Його онуки Джеймс, Датч і Макс Сільверхорн відомі своїми виробами з нейзильберу, бісером і пір'ям. Його правнучка Кетрін Дікерсон — майстриня бісеру в Кайові, виробник німецького срібла та мокасинів . Інший онук, Арт «Хаунгуа» Коді, одружився на мешканці Санта-Клара в Нью-Мексико і став гончарем, удостоєним нагород. Син Арта, Дін Хаунгуа, продовжує цю традицію.